# حسن أباد (إقليد)
حسن أباد (بالفارسية: حسن‌آباد) هي قرية تقع في Hasanabad Rural District في إيران. يقدر عدد سكانها بـ 1,921 نسمة .